# Manoir du Breuil (Colomby)
Le manoir du Breuil est une demeure fortifiée, dont l'origine remonte au début du XVIe siècle, qui se dresse sur la commune française de Colomby, dans le département de la Manche, en région Normandie.

## Localisation
Le manoir est situé à 200 mètres à l'ouest de l'église Saint-Georges de Colomby, dans le département français de la Manche.

## Historique
Le fief a été la possession de la famille Anquetil, seigneurs du Breuil, qui disparut entre 1523 et 1567.
Au début du XVIe siècle, le manoir est la possession de Jean Le Capon, seigneur du Breuil, époux de Jeanne d'Anneville de Morville. Le fief du Breuil, qui valait un quart de fief de haubert et relevait du fief de Gonneville, était tenu en 1567 par Jehan Le Cappon, écuyer.

## Description
Le manoir de style gothique flamboyant, construit au début du XVIe siècle, se présente sous la forme de deux logis en équerre, haut d'un unique étage.
Une tour d'escalier polygonale dépasse des toitures. À sa droite, une autre tour ronde côtoie deux fenêtres situées à l'étage encadrées d'un décor chanfreiné. Une troisième tour, un peu à l'écart, arbore une porte avec un linteau à triple accolade.
Quant au portail d'entrée, il date du XVIIIe siècle.
Sur le pignon d'un bâtiment à usage agricole, on peut voir les armoiries et un bandeau décoratif en pierre calcaire de la famille Le Capon, anoblie en 1580, qui porte d'argent à trois carreaux de gueules surmontés de trois mouchetures d'hermine rangées en fasce.